# Miami Lakes
Miami Lakes és una població dels Estats Units a l'estat de Florida. Segons el cens del 2000 tenia 22.676 habitants.

## Demografia
Segons el cens del 2000, Miami Lakes tenia 22.676 habitants, 8.248 habitatges, i 6.111 famílies. La densitat de població era de 1.469 habitants/km².
Dels 8.248 habitatges en un 37,7% hi vivien nens de menys de 18 anys, en un 58,6% hi vivien parelles casades, en un 12% dones solteres, i en un 25,9% no eren unitats familiars. En el 20,8% dels habitatges hi vivien persones soles el 4,8% de les quals corresponia a persones de 65 anys o més que vivien soles. El nombre mitjà de persones vivint en cada habitatge era de 2,75 i el nombre mitjà de persones que vivien en cada família era de 3,21.
Per edats la població es repartia de la següent manera: un 25,1% tenia menys de 18 anys, un 7,2% entre 18 i 24, un 34,9% entre 25 i 44, un 22,7% de 45 a 60 i un 10,1% 65 anys o més.
L'edat mediana era de 36 anys. Per cada 100 dones de 18 o més anys hi havia 89,4 homes.
La renda mediana per habitatge era de 61.147 $ i la renda mediana per família de 68.431 $. Els homes tenien una renda mediana de 45.759 $ mentre que les dones 31.656 $. La renda per capita de la població era de 28.867 $. Entorn del 3,8% de les famílies i el 4,9% de la població estaven per davall del llindar de pobresa.

## Poblacions més properes
El següent diagrama mostra les poblacions més properes.